# Pajonal (Coclé)
Pajonal es uno de los diez corregimientos que forman el distrito de Penonomé, República de Panamá. La localidad tiene 13.565 habitantes (2010).
Esta ubicado en la provincia de Coclé a unos 30 minutos de la ciudad de Penonomé. Es un corregimiento con algunos sectores como: El Águila y Rincón de las palmas, entre otros. 

## Historia
Su nombre se origina de la “paja” que tenía la mayoría de los cerros o lomas que rodean su área. Los primeros pobladores decían vamos a “Pajonal”. Este corregimiento tiene gran valor histórico porque allí se atrincheró el caudillo de Penonomé “Victoriano Lorenzo” y desde ahí dirigía sus tropas.

## Demografía
Está compuesto por 39 comunidades, tiene una extensión territorial de 138.2 kms2, con una densidad poblacional de 87.5 habitantes por kms2. Tiene una población según censo de 2010 de 7,000 viviendas. 

## Geografía
Es un corregimiento de tercer orden de división administrativa (class A - Región Administrativa) ubicado en la Provincia de Coclé, Panamá (Norte América) con un código de región de Américas/Western Europe. Se encuentra a una altitud de 263 metros sobre el nivel del mar.
Sus coordenadas son 8°34'60" N y 80°15'0" W en formato DMS (grados, minutos, segundos) o 8.58333 y -80.25 (en grados decimales). Su posición UTM es NK84 y su referencia Joint Operation Graphics es NC17-15.
La hora local actual es 11:55; el sol sale a las 08:10 y se pone a las 20:16 hora local (América/Panamá UTC/GMT-5). La zona horaria del Corregimiento Pajonal es UTC/GMT-5.
De tercer orden de división administrativa es una subdivisión de segundo orden de división administrativa.

## Actividades económicas
Las actividades económicas del corregimiento se dedican a la agricultura, siembra de cítricos, hortalizas y verduras; una gran producción de estos productos se venden en el mercado público de Penonomé. En los últimos años se ha intensificado la producción pecuaria, entre los que destaca la producción avicola, ganadera y porcina.

## Comercio y servicios
Dentro de las comunidades que conforman el corregimiento de Pajonal existen establecimientos comerciales tales como: minisúper, abarroterías, tiendas y kioscos. En la actividad de servicios existen muchos lugares turísticos, restaurantes, establecimientos de inmobiliaria y de alquiler. La actividad de transporte también tiene su lugar. Otra actividad económica que contribuye a la economía del corregimiento es la artesanía, esta juega un papel muy importante en la cultura regional. Esta actividad contribuye al mejoramiento de las condiciones de vida de los artesanos. Entre las principales actividades artesanales se encuentra:
1. Confección de sombreros.
2. Confección de esteras mediante la utilización de fibras resistentes especialmente con palma de bellota
3. Tallado de piedra de Belmont o piedra de jabón con la que se realizan obras de escultura de animales y objetos diversos.
4. Tallado de madera y utensilios de madera.
5. Adornos móviles, juguetes, carteras y recordatorios de la palma de bellota.
6. Pintura en totuma de calabazo, entre otros.
7. Esculturas de piedra de Belmont o piedra de jabón.

## Ferias y festivales
En el corregimiento se celebra la Feria Nacional de la Naranja en Churuquita Grande, donde se recibe a una gran cantidad de visitantes tanto a nivel de la república como extranjeros.
Últimamente la feria de la bellota tiene su lugar en el Águila donde salen a relucir atractivas artesanías hechas por los habitantes de la región.

## Atractivos naturales
Entre los atractivos naturales de este corregimiento y de interés tenemos: los ríos, balnearios, saltos de agua espectaculares y los pintorescos caminos y carreteras que recorren la zona.